# Młodzi Skauci

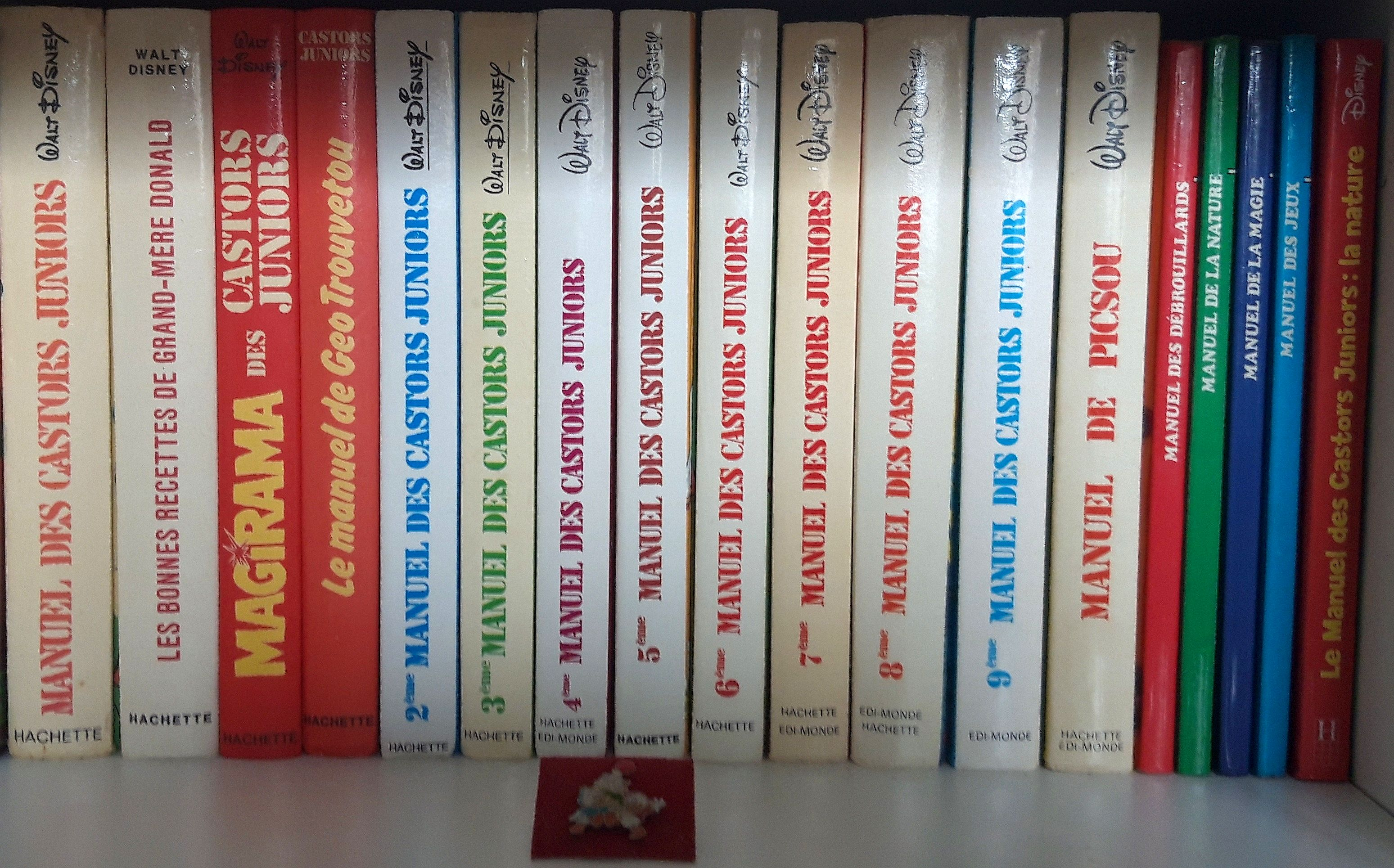
Książka w różnych wydaniach.

Młodzi Skauci (w pierwszym wydanym z nimi komiksem w Polsce pt. Tu-kwakwa-men (Mickey Mouse 1/1990) nazwani są Młode Świstaczki, oryg. The Junior Woodchucks) – fikcyjna, komiksowa organizacja skautowska pochodząca z uniwersum Kaczora Donalda. Pierwszy raz Młodzi Skauci pojawili się w 1951 roku, w stworzonym przez Carla Barksa komiksie Operation St. Bernard (pl. Bernardyn pełnej krwi, tomik Urodziny Kaczora Donalda). Najbardziej znanymi członkami organizacji są siostrzeńcy Donalda, Hyzio, Dyzio i Zyzio, którzy należą do honorowego zastępu numer 1.

## Historia założenia
Według chronologii dziejów Kaczogrodu stworzonej przez Carla Barksa i Dona Rosę organizacja założona została w 1901 przez Kwalutka Kwaczaka, jednego z potomków założyciela Kaczogrodu, Korneliusza Kwaczaka. Pierwszą siedzibą organizacji był stary fort na Wzgórzu Szalonego Muła, szybko jednak, po przejęciu terenu przez Sknerusa McKwacza (który wybudował tam, w 1902, swój Skarbiec), organizacja musiała opuścić to miejsce. Obecnie Młodzi Skauci mają placówki na całym świecie, siedziba główna wciąż jednak znajduje się w Kaczogrodzie.

## Poradnik Młodego Skauta
Poradnik Młodego Skauta to mała książeczka zawierająca odpowiedzi na prawie wszystkie pytania. Jest zmniejszoną wersją Biblioteki Aleksandryjskiej. Nie jest dostępna w normalnej sprzedaży i mogą ją czytać tylko Młodzi Skauci. Osoby, chcące przystąpić do Młodych Skautów, dostają jej okrojoną wersję.

## Zwierzchnicy
W większości komiksów Kaczogrodzkiemu oddziałowi Młodych Skautów, przewodzi Druh Naddrużynowy. Czasami jednak zdzarzają się wyjątki, takie jak dowodzenie zastępem przez Donalda. Wiadomo, że Naddrużynowy ma nad sobą wielu zwierzchników, ale nie jest podane dokładnie, jakich. Czasami występuje też z nimi ,,Druh Śpioch''.

## Działalność
Obszary działalności Młodych Skautów są podobne, jak wszystkich organizacji skautowskich na świecie: walczą oni w obronie środowiska naturalnego, prowadzą przeróżne akcje charytatywne oraz starają się pomagać potrzebującym.

## Inne organizacje skautowskie
Głównymi rywalami Młodych Skautów są ich damskie odpowiedniczki – Sikorki (do tego zastępu należą m.in. siostrzenice Daisy – Kizia, Mizia i Fizia) oraz Małe Zuchy.